# Fenouillet (Var)
Pour les articles homonymes, voir Fenouillet.
Le Fenouillet (ou mont Fenouillet) est une colline du sud du Var, située principalement sur les territoires des communes de Hyères et La Crau.
Une chapelle, Notre-Dame-du-Fenouillet, y est édifiée.

## Géographie

### Géologie
Les roches principales du Fenouillet sont de type métamorphique : micaschistes à muscovite dominants, accompagnés de marbres, et de grès de faibles granulométries, psammites et argilites.
Ces roches d'âge paléozoïque appartiennent à l'orogenèse hercynienne, et forment une série avec les roches de Porquerolles et celles du massif du Cap Sicié, à Toulon. L'ensemble constitue la partie la plus occidentale du massif des Maures-Tanneron, qui constitue l'essentiel de l'ensemble de la Provence cristalline.
Cet ensemble a subi un métamorphisme croissant d'ouest en est, et le Fenouillet a ceci de remarquable que les roches qui le constituent sont les moins métamorphisées du massif. On y trouve même des séries sédimentaires quasiment pas métamorphisées, où l'on a pu découvrir des fossiles de graptolites.
Ces graptolites, issues d'une veine située à proximité de Notre-Dame du Fenouillet, sont les seuls fossiles connus de tout le massif des Maures, qui permettent de dater de manière sûre l'âge des dépôts sédimentaires qui ont constitué la chaîne, soit du Silurien moyen (-440 Ma environ).

### Faune et flore
Les populations végétales du Fenouillet sont constituées par des populations méditerranéenne acidiphiles : le maquis dominant, à bruyère arborescente et arbousier y alterne avec une suberaie dégradée. Le chêne-liège y a d'ailleurs été exploité par endroits.
Le laurier sauce (Laurus nobilis), la viorne tin (Viburnum tinus) et le pin d'Alep (Pinus halepensis) constituent des plantes compagnes courantes.
Les dépressions des ubacs abritent des cariçaies humides et de nombreux insectes.
Quelques plantes rares peuplent également la colline, comme le cytinet qui pousse dans les sous-bois, ou les Serapias qui colonisent les endroits ouverts et dégradés.
La macrofaune y est abondante, les mammifères y sont notamment représentés par le sanglier (Sus scrofa), abondant, dont plusieurs bauges sont visibles à basse altitude, près des zones habitées.
De nombreuses espèces d'oiseaux nichent également dans les sous-bois et les maquis, notamment des corvidés, comme la pie ou le geai des chênes, ainsi qu'un grand nombre de passereaux plus petits, comme le roitelet.

## Activités et implantation humaines

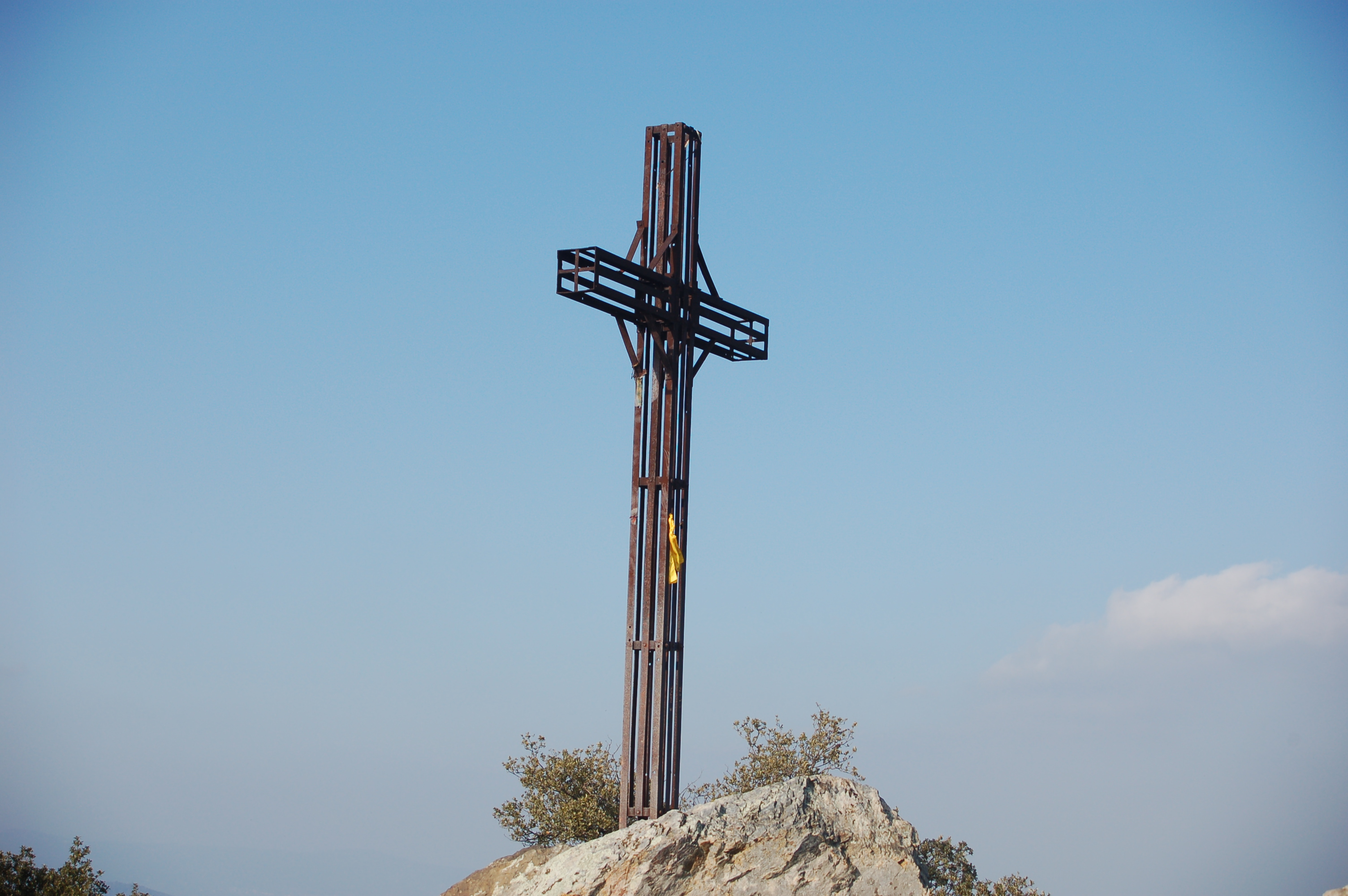
La croix, située au sommet du Fenouillet.

Le Fenouillet est assez peu peuplé, seule sa base et les zones basses font l'objet d'une implantation humaine.
Quelques habitations existent à basse altitude, mais ce sont principalement des implantations professionnelles dont fait l'objet la colline.
Plusieurs vignobles en exploitation occupent la base de la colline. À La Crau, au bord du Gapeau, une station d'épuration ainsi qu'une usine de compostage ont été installées.
Le liège du chêne liège a été exploité à une époque.
Plusieurs édifices ont également été bâtis sur la colline, notamment la chapelle Notre-Dame-du-Fenouillet.

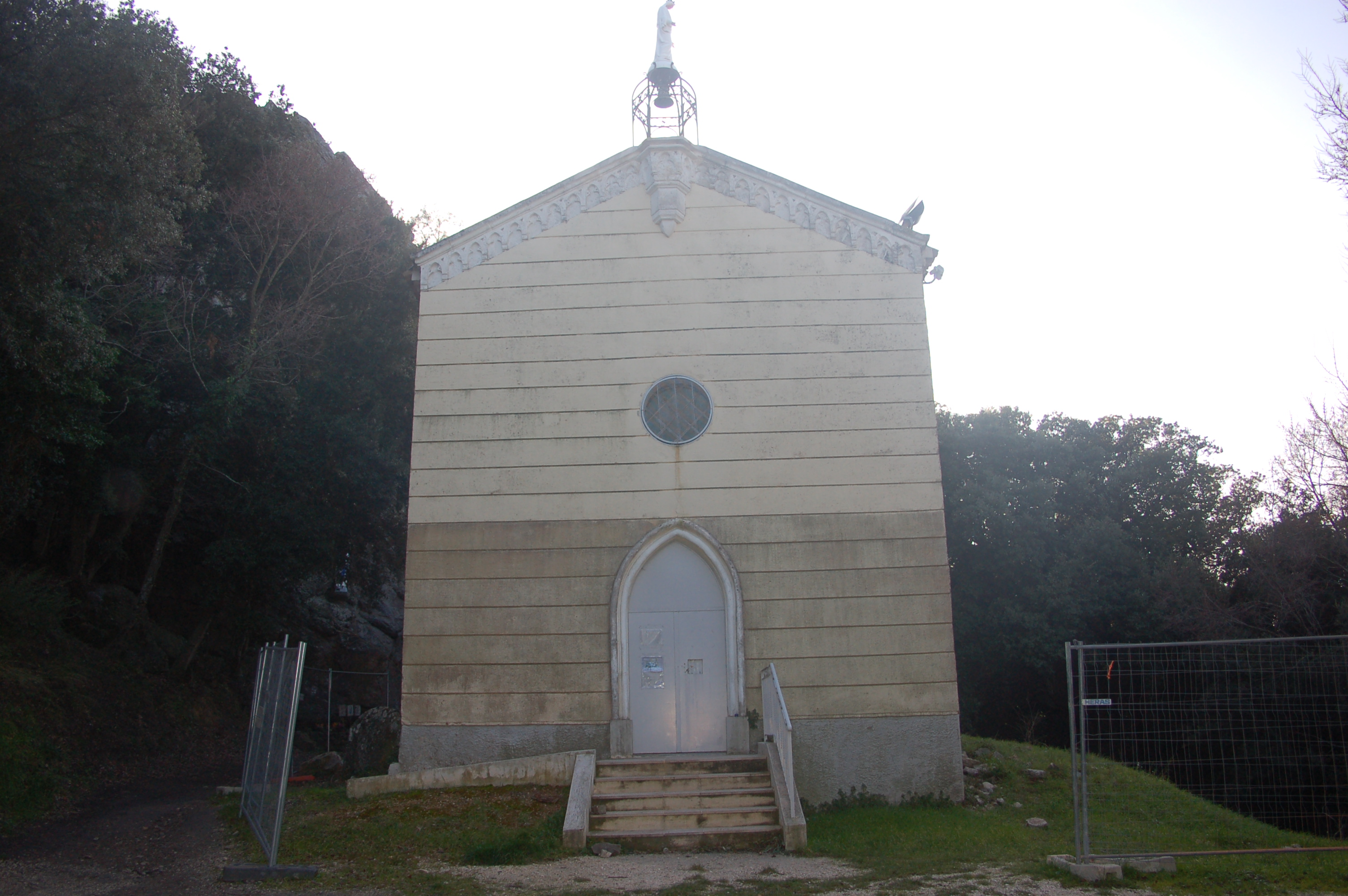
La chapelle Notre-Dame-du-Fenouillet, en travaux.